# Station Dalen
Station Dalen ligt in Dalen aan de spoorlijn Zwolle – Emmen. Het station werd geopend op 1 november 1905. Na in 1950 te zijn gesloten werd het in 1987 heropend.
Dalen had een stationsgebouw, van het type derde klasse van de Noordoosterlocaalspoorweg-Maatschappij, dat in 1970 is gesloopt. Bij de heropening in 1987 is er een abri geplaatst.
In 2005 kwam NS met het plan het relatief weinig gebruikte station Dalen (weer) te sluiten, om de overige stations langs de lijn Zwolle – Emmen een betere verbinding te kunnen bieden. Dit stuitte op veel verzet vanuit het dorp. Uiteindelijk is dit plan aangepast, waardoor Dalen toch open kon blijven.
Dit station heeft geen informatiepaal, maar het beschikt wel over een kaartautomaat, een SOS-paal en een verwarmde wachtruimte.

## Afbeeldingen

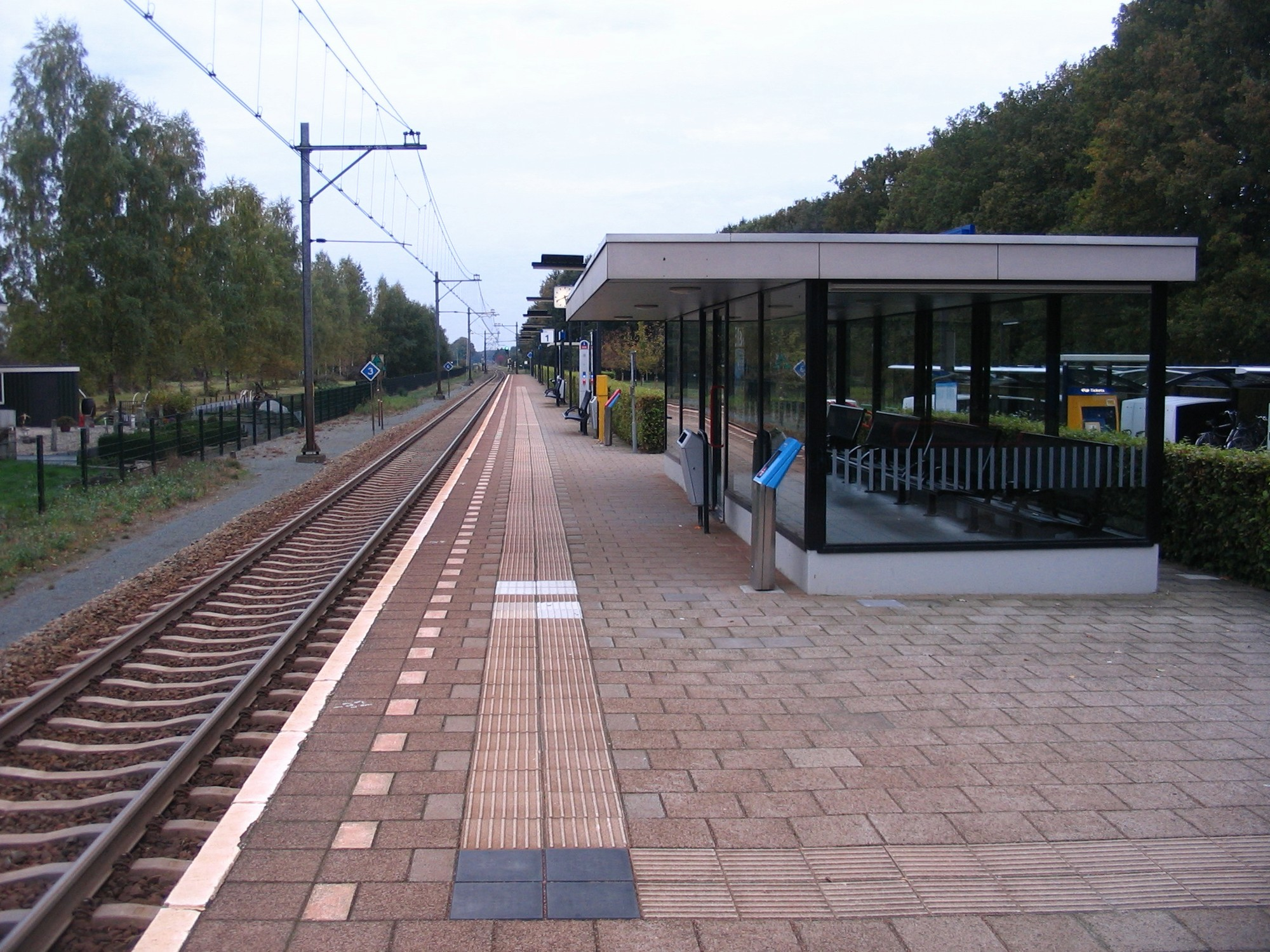
Het station in 2013
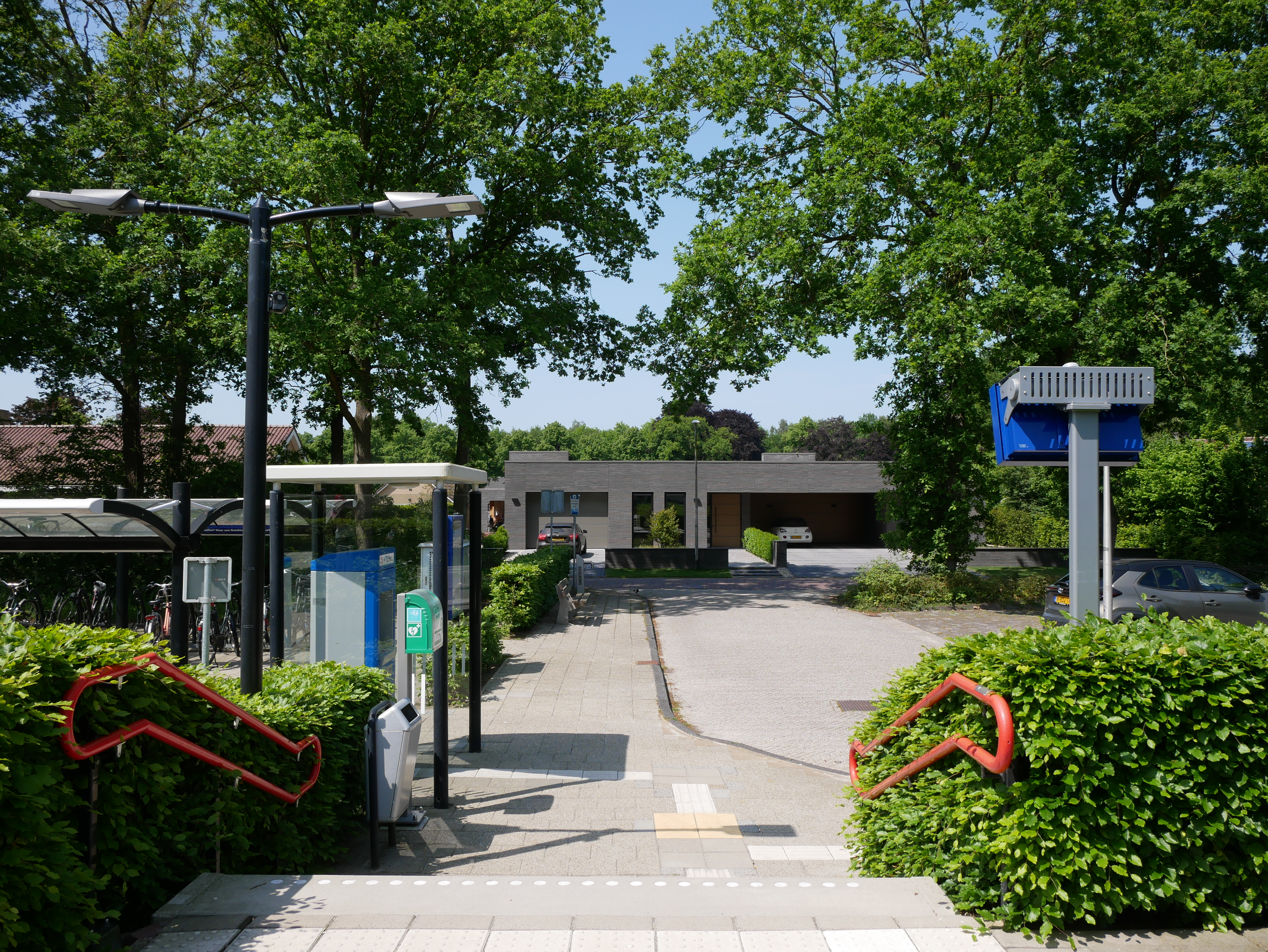
Station in 2023
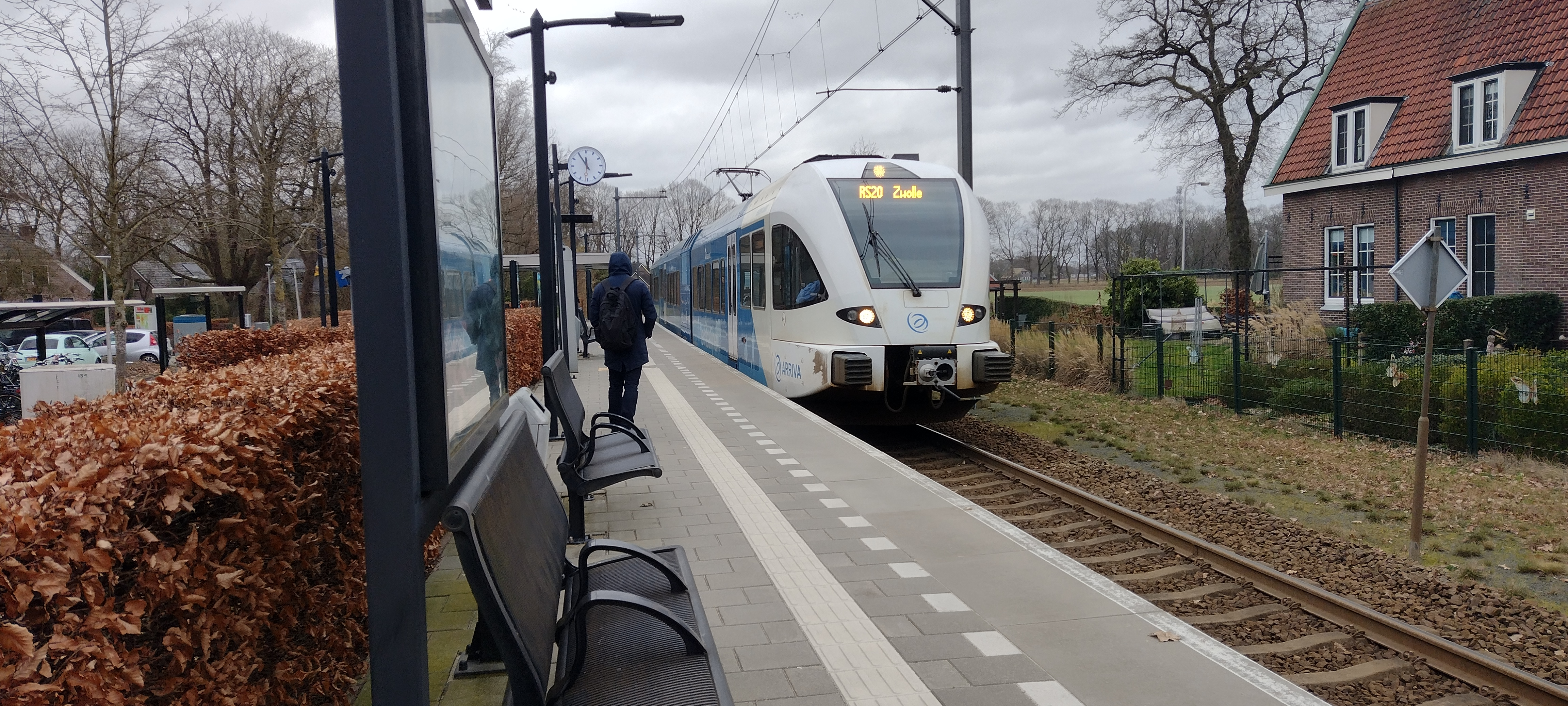
Blauwnet GTW op het station

## Verbindingen
In de dienstregeling 2025 stopt op dit station de volgende treinserie:
| Serie      | Treinsoort         | Route                               | Bijzonderheden                      |
| ---------- | ------------------ | ----------------------------------- | ----------------------------------- |
| 8000 RS 20 | Stoptrein (Arriva) | Zwolle – Mariënberg – Dalen – Emmen | Onderdeel van Blauwnet. 1x per uur. |

0: Zwolle ·
5: Herfte-Veldhoek ·
8: Marshoek-Emmen ·
12: Dalfsen ·
15: Rechteren ·
19: Vilsteren ·
23: Ommen ·
25: Sterkamp ·
29: Junne ·
31: Beerze ·
34: Mariënberg ·
37: Bergentheim ·
Brucht ·
42: Hardenberg ·
45: Baalder-Radewijk ·
48: Gramsbergen ·
50: De Haandrik ·
55: Coevorden ·
59: Dalen ·
62: Dalerveen ·
66: Nieuw Amsterdam ·
70: Emmen Zuid ·
71: Emmen Bargeres ·
72: Zuidbarge ·
75: Emmen ·
79: Weerdinge ·
82: Valthe ·
87: Exloo ·
93: Buinen ·
95: Drouwen ·
100: Gasselternijveen ·
103: Tweede Dwarsdiep ·
107: Stadskanaal
Assen ·
Beilen ·
Coevorden ·
Dalen ·
Emmen ·
-Zuid ·
Hoogeveen ·
Meppel ·
Nieuw Amsterdam

Zie ook: lijst van voormalige spoorwegstations in Drenthe